# Keizerrijk Haïti (1804-1806)
Het Keizerrijk Haïti was een keizerrijk in de Caraïben. Voorheen was Haïti de Franse kolonie Saint-Domingue. Op 1 januari 1804 werd de onafhankelijkheid uitgeroepen. De staat omvatte het hele eiland Hispaniola, dus met inbegrip van de huidige Dominicaanse Republiek. De gouverneur-generaal van Haïti Jean-Jacques Dessalines creëerde het keizerrijk op 22 september 1804 toen hij zichzelf uitriep tot keizer Jacob I (Jacques I). Op 6 oktober werd hij gekroond. De grondwet van 20 mei 1805 legde vast dat het keizerrijk verdeeld werd in zes militaire divisies . Er werd ook vastgelegd dat de troonopvolger gekozen kon worden of dat de keizer zijn opvolger zelf kon aanduiden. Een andere wet was dat blanke mensen geen grond mochten bezitten.
De keizer werd op 17 oktober 1806 vermoord door twee leden van zijn administratie, Alexandre Pétion en Henri Christophe. Het land werd nu verdeeld onder hen twee en Pétion werd leider van de zuidelijke Republiek Haïti en Christophe van de noordelijke Staat Haïti. Vele jaren later, op 26 augustus 1849 voerde president Faustin Soulouque het keizerrijk opnieuw in, dit zou duren tot 15 januari 1859.